# U-Bahnhof Kalk Post
Der U-Bahnhof Kalk Post ist eine Station der Linien 1 und 9 der Kölner Stadtbahn im Zentrum von Köln-Kalk.

## Lage
Der unter der Kalker Hauptstraße gelegene U-Bahnhof wird bei den Kölner Verkehrs-Betrieben intern als KPO bezeichnet und liegt von den benachbarten U-Bahnhöfen 700–800 Meter entfernt. Über die an den U-Bahnhof anschließende Trimbornstraße erreicht man nach etwa 220 m in Richtung Süden den nach der Straße benannten S-Bahnhof an der Siegstrecke.

## Geschichte
Kalk Post ist die westlichste der drei U-Bahnhöfe der ersten Baustufe der Deutz-Kalker U-Bahn, die am 2. August 1980 in Betrieb genommen wurde. Nach Westen unterquerte die Tunnelstrecke im weiteren Verlauf der Kalker Hauptstraße die Siegstrecke der DB Netz und folgte weiter der Deutz-Kalker Straße, bevor die Strecke über eine provisorische Rampe in Höhe der Betzdorfer Straße unmittelbar westlich des heutigen U-Bahnhofs Deutz Technische Hochschule an die bestehende Straßenbahnstrecke anschloss.
Die Deutz-Kalker U-Bahn war die erste Tunnelstrecke in Köln, die vollständig nach der Stadtbahnrichtlinie des Landes Nordrhein-Westfalen geplant und gebaut wurde. Neben der Entwurfsgeschwindigkeit von 80 km/h, Kurvenradien von 300 Metern und vollständig höhenfreien Verzweigungen bedeutete dies auch eine Bahnsteiglänge von 110 Metern. Diese Bahnsteiglänge wurde vorher und nachher in Köln nicht mehr verwendet und wirkt bei der üblichen Zuglänge von etwa 60 Metern deutlich überdimensioniert. Entsprechend der Auslegung für den hochflurigen Stadtbahnwagen Typ B enden die Rolltreppen 90 Zentimeter oberhalb der Schienenoberkante, das eigentliche Bahnsteigniveau wird über vier Treppenstufen erreicht. Der Bahnsteig selbst hat die gleiche Höhe wie der Fußboden der eingesetzten Niederflur-Stadtbahnwagen. Mit 14.400 Fahrgästen täglich ist Kalk Post für eine Haltestelle außerhalb des Stadtzentrums ohne Umsteigefunktion verhältnismäßig stark frequentiert. Die Station steht an der Spitze der Prioritätenliste für den barrierefreien Ausbau, allerdings ist die Rangfolge der U-Bahnhöfe im Stadtbezirk Kalk politisch umstritten. Die Bezirksvertretung Kalk beschloss am 17. Februar 2011 den Einbau von zwei Aufzügen, der bis 2015 erfolgen sollte. Die Kosten werden auf 2,1 Mio. Euro geschätzt. Dieser Einbau hat 2016 begonnen und wurde 2019 abgeschlossen.
Wie die benachbarten Stationen sind die Wände farbig gekachelt mit einem weißen Absetzstreifen im Stil der 70er Jahre, in dem sich die Beschilderung befindet. Die Kennfarbe von Kalk Post ist dabei hellblau (Schwimmbadblau), einige vertikale Streifen sind in weiß und dunkelblau gehalten.

### Zivilschutz der Mehrzweckanlage (MZA) Kalk-Post
Der U-Bahnhof Kalk Post war der erste in Köln, der als Zivilschutzanlage ausgelegt wurde. Die Anlage sollte im Konfliktfall Schutz, Luft, Wasser und Elektrizität für 2366 Personen bieten. 2005 wurde die der Stadt Köln gehörende Anlage offiziell außer Dienst gestellt.

### DOKK – Dokumentationsstätte Kalter Krieg
Im Jahr 2016 wurde ein Großteil der vollständig erhaltenen Zivilschutzräume in eine „Dokumentationsstätte Kalter Krieg“ (DOKK) umgewidmet und wurde am Tag des offenen Denkmals am 11. September 2016 eröffnet. Es werden monatlich kostenlose Führungen für interessierte Bürger durch die Anlage angeboten.

## Linien
| Linie | Linienverlauf | Takt   |
| ----- | --- | ------ |
| 1     | Weiden West – Junkersdorf – Rheinenergiestadion – Müngersdorf – Braunsfeld – Aachener Str./Gürtel – Moltkestraße – Rudolfplatz – Neumarkt – Heumarkt – U Bf. Deutz/Messe – U Deutz Technische Hochschule – U Kalk Post – U Kalk Kapelle – U Fuldaer Straße – U Sportpark Höhenberg – Merheim – Brück – Lustheide – Refrath – Kippekausen – Frankenforst – Neuenweg – Kölner Str. – Im Hoppenkamp – U Bensberg | 10 min |
| 9     | Sülz – Zülpicher Straße/Gürtel – Universität – Dasselstraße/Bahnhof Süd – Zülpicher Platz – Neumarkt – Heumarkt – U Bf. Deutz/Messe – U Deutz Technische Hochschule – U Kalk Post – U Kalk Kapelle – U Vingst – Ostheim – Rath/Heumar – Königsforst | 10 min |